# Entente Florale
Entente Florale (také volně přeloženo jako Evropská kvetoucí sídla) je mezinárodní zahradnická soutěž, která byla založena za účelem ocenění evropských měst a vesnic, které vynikají v zahradnických směrech. Ceny jsou udělovány jednou ročně turistickými radami a zahradnickými společnostmi v evropských zemích. Rozlišují se dvě kategorie: města (počet obyvatel 10 001 a více) a vesnice (počet obyvatel do 10 000).

## Historie a účast
Evropské Entente Florale je soutěž pro města a vesnice. Každá soutěžící země navrhuje své město a vesnici. Porota město a vesnici navštíví a provede hodnocení. Soutěž byla založena před cca 30 lety, původně z iniciativy Velké Británie a Francie. V současné době se účastní 12 zemí a další žádosti o účast se posuzují. Soutěže se dnes účastní těchto dvanáct zemí: Belgie, Česká republika, Francie, Chorvatsko, Irsko, Itálie, Maďarsko, Německo, Nizozemsko, Rakousko, Slovinsko a Spojené království.
V roce 1996 byla založena mezinárodní nezisková organizace s názvem Association Européenne pour le Fleurissement et le Paysage, která soutěž organizuje a dostalo se jí podpory od oficiálních míst v různých zemích. AEFP vznikla podle belgického práva, a to 8. září 1997, přičemž stanovy byly zveřejněny na belgickém Monitoru 8. září 1998 (aktualizované znění stanov k 2. 5. 2002 bylo publikováno stejným způsobem 28. 4. 2006.)
Od roku 1998 se AEFP a soutěž Entente Florale Europe otevřely pro všechny země EU jakož i země EFTA.
Soutěž požívá od svého vzniku podpory Mezinárodní asociace zahradnických výrobců. V jednotlivých zemích je soutěž podporována a organizována ministerstvy či jinými úřady pro zemědělství a turistiku, jakož i zahradnickými orgány a asociacemi. Například v ČR to je Společnost pro zahradní a krajinářskou tvorbu.
Předseda AEFP zastupuje a jedná jejím jménem navenek vždy ve funkčním období 2 let. Předseda je vždy jmenován z jiného státu, přičemž pořadí státu je určeno abecedně.

## Členové poroty
Rakousko (AT)

- Martin Wagner, Blumenbüro Österreich
- Eva Schödl, zahradní architektka

Belgie (BE)

- Rudi Geerardyn, zahradní architekt - urbanistický návrhář; Vice-předseda poroty
- Harold Grandjean, zemědělský a zahradní inženýr

Chorvatsko (HR)

- Ana Petrina
- Ivana Stura

Česko (CZ)
- Inka Truxová, zahradní architektka, česká Společnost pro zahradní a krajinářskou tvorbu; Vice-předsedkyně poroty
- Petr Šiřina, zahradní architekt, česká Společnost pro zahradní a krajinářskou tvorbu
- Jaroslav Brzák, zahradní architekt, česká Společnost pro zahradní a krajinářskou tvorbu

Francie (FR)
- Max Martin, krajinářský odborník, CNVVF
- Mathieu Battais, magistr geografie a urbanistického plánování

Německo (DE)
- Dr. Rüdiger Kirsten, zahradní architekt, Entente Florale Německo
- Dr. Lutz Wetzlar, urbanistický a regionální návrhář, Entente Florale Německo
- Hildegunde Franziska Henrich, zahradní architektka, Entente Florale Německo

Maďarsko (HU)
- Erika Pollak, Projektová koordinátorka, Entente Florale Maďarsko
- János Prutkay, Entente Florale Maďarsko, Ministerstvo národního rozvoje a průmyslu
- Szilvia Halász Spanyárné, zahradní architektka, Entente Florale Maďarsko

Irsko (IE)
- Eamonn De Stafort, turistický konzultant

Itálie (IT)
- Anna Furlani Pedoja, zahradní architektka
- Jacopo Fontaneto, novinář
- Emanuela Borio, ekologická regionální návrhářka

Nizozemsko (NL)
- Nico Anthony Brink, zahradní architekt
- Marjolijn Ruijs, krajinářský dodavatel

Slovinsko (SI)
- Anton Schlaus, B.Sc.Arch., Entente Florale Slovinsko
- Martina Schlaus, M.Sc.Arch., Entente Florale Slovinsko

Spojené království (UK)
- Sue Rodrigues, Královská zahradnická společnost
- Clive Addison, Británie v květu, Předseda poroty

## Ocenění české obce
V roce 2018 získala v celoevropské soutěži Entente Florale obec Poříčí u Litomyšle zlatou medaili. Ocenění bylo obci uděleno za příkladnou péči o životní prostředí s přihlédnutím k zapojení všech občanů do společenských aktivit.